# Borča
Borča (serbio cirílico: Борча) es un suburbio de la ciudad de Belgrado en Serbia. Está ubicado en la municipalidad de Belgrado de Palilula.

## Ubicación
Borča está ubicado a 8 kilómetros al norte del centro de Belgrado en la sección banato de la municipalidad de Palilula a 44.87° Norte, 20.45° Este, con una altitud de 78 metros. 
- Datos: Q712322
- Multimedia: Borča / Q712322

1. ↑  Worldpostalcodes.org,código postal n.º 11211.